# 7月
7月是公历年中的第七个月，是大月，共有31天。
在北半球，7月是夏季的第二个月，本月有两个节气：小暑、大暑；在南半球，7月是冬季的第二个月。
英文中的7月（July）来源于古罗马的共和國獨裁官儒略·凱撒，他死后人们将他的名字Julius命名为7月。

## 7月的節日／紀念日

### 日期固定
- 7月1日
  - 中国共产党建黨日
  - 香港特別行政區成立紀念日
  - 加拿大日
- 7月3日：獨立紀念日（白俄罗斯）
- 7月4日：美國國慶日
- 7月5日：獨立紀念日（阿爾及利亞）
- 7月7日：世界巧克力日
- 7月8日：世界過敏性疾病日
- 7月11日：中國航海日
- 7月14日：法國國慶日
- 7月17日：制憲節（大韓民國）
- 7月21日：比利時國慶日
- 7月27日：祖國解放戰爭勝利紀念日（朝鮮民主主義人民共和國）

### 日期不固定
- 7月的第一个星期六：国际合作节
- 7月的第三個星期一：海之日（日本）
- 7月的最後一個星期五：感謝系統管理員日

## 其它
请参看
- 星座：巨蟹座（6/22~7/22）和獅子座（7/23~8/22）
- 四季：春季 -- 夏季 -- 秋季 -- 冬季
- 平年與4月有相同的一天開始，閏年與1月和4月有相同的一天開始。